# Šantidéva
Šantidéva byl indický buddhistický učenec, který žil v 8. století. Působil na univerzitě v Nálandě a byl stoupenec Prasangiky, jedné z podškol Madhjamaky. Je znám především coby autor textů Šikšácamuččaja a především spisu Bódhičarjávatára, který patří ke známým mahájánovým textům.